# Barricada (periódico)
Barricada fue el periódico oficial del Frente Sandinista de Liberación Nacional desde 1979 hasta 1998.
El periódico se lanzó el 25 de julio de 1979, una semana después del triunfo de la Revolución Sandinista del 19 de julio de 1979 y sirvió como medio de comunicación, propaganda e ideología del partido gobernante, el FSLN.
A partir de la derrota electoral de 1990, en la que el FSLN entrega el poder, el periódico pasó por un proceso de adaptación como medio de oposición, pero la política gubernamental y de grupos poderosos económicos de no publicitarse en el medio terminaron por ahogarlo, siendo cerrado en 1998.
El último director del periódico fue Carlos Fernando Chamorro, ahora director del CINCO (Centro de Investigaciones de la Comunicación).
Desde agosto de 2006 es editado como un blog colectivo de noticias de Nicaragua. Este proyecto web es dirigido por Mario Delgado y Rodrigo Peñalba, y sigue una lidea editorial abierta no partidaria, motivo por el cual el blog ha sido acusado de ser títere tanto de la izquierda como de la derecha. 
El 3 de julio de 2018, motivados por las protestas sociales contra el Gobierno sandinista ocurridos desde abril de 2018, y como manera de defender la postura del Gobierno, un grupo de periodistas abrieron un nuevo portal informativo nombrado Barricada, retomando el nombre del primer medio informativo oficial de la Revolución sandinista a finales de los años 70.
El nuevo portal de Barricada se encuentra en http://barricada.com.ni

## Personalidades
Por el diario Barricada pasaron muchos grandes periodistas, escritores e intelectuales de Nicaragua. Róger Sánchez Flores uno de los más grandes caricaturistas de Nicaragua; además, era el director de "La Semana Cómica" (un muy popular y gustado semanario cómico y crítica política).
- Noel Irías, "El flaco", periodista investigativo.
- Mario Fulvio Espinoza actuó como editor general.
- Juan Chow fue editor de la revista cultural "Luna Descalza".
- William Grigsby Vado quien era el editor jefe, director de Radio "La Primerísima".
- Rosario Murillo editó el suplemento cultural "Ventana", por los que pasaron varios escritores y periodistas destacados.

En su sala de redacción hicieron prácticas profesionales e iniciaron su vida laboral periodistas jóvenes como las escritoras Vilma Duarte, Martha Cecilia Ruiz, Benjamín Blanco, Dominga Tercero, Johnny Cajina, entre otros.

### Revista feminista
Barricada publicó semanalmente la primera revista feminista del país, denominada Gente. En la producción de la revista laboraron destacadas y jóvenes periodistas feministas:
Mildred Largaespada, 
Ruth Largaespada,
Silvia Torrez y 
Tania Montenegro,
entre otras.
Gente fue fundada y dirigida por Sofía Montenegro, quien además hacia parte del consejo editorial del periódico.

### Suplemento infantil
La escritora Aurora Sánchez "La Cachorra", creó y dirigió el suplemento infantil "Los Cachorritos" y en el último período del diario se integró a la sección "De Todo un Poco", junto al reconocido fotágrafo y periodista Orlando Valenzuela y la escritora y periodista Martha Cecilia Ruiz.